# Flugplatz Mokuti

i7
i11
i13
Der Flugplatz Mokuti (englisch Mokuti Aerodrome, IATA-Code: OKU, ICAO-Code: FYMO) liegt 25 Kilometer südwestlich der Stadt Oshivelo im Norden Namibias. Der Flugplatz ist privat und gehört zur Mokuti Etosha. Die Start- und Landebahn hat die Ausrichtung 08/26. Die Piste hat eine Länge von 2200 Metern und eine Breite von 30 Metern. Der westliche Teil der Piste ist auf einer Länge von 700 Metern betoniert. Der östliche Teil hat einen Kiesbelag. Das Vorfeld/Parkfeld hat einen Hartbelag aus Verbundsteinen.
Passkontrolle und Zoll sind für privaten Flugverkehr nicht möglich. Der Flugplatz ist nicht frei zugänglich, sondern basiert auf Prior Permission Required.
Er wird von FlyNamibia im Linienflugbetrieb bedient.